# 朝霧駅

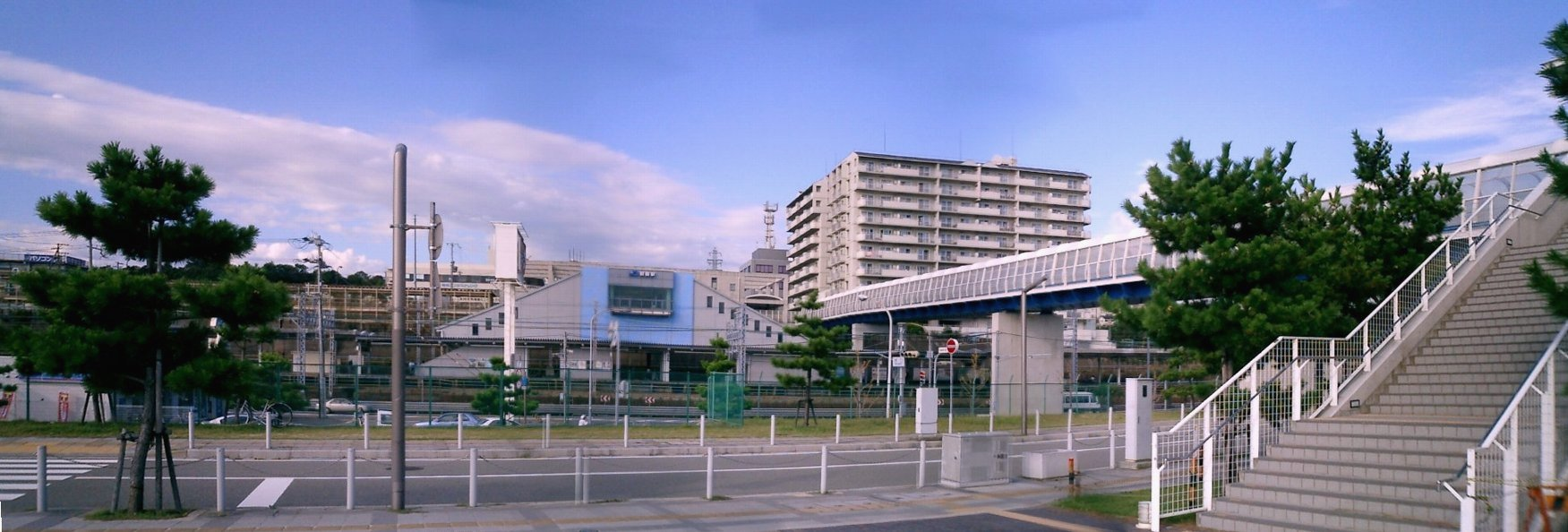
朝霧駅と大蔵海岸へつながる歩道橋

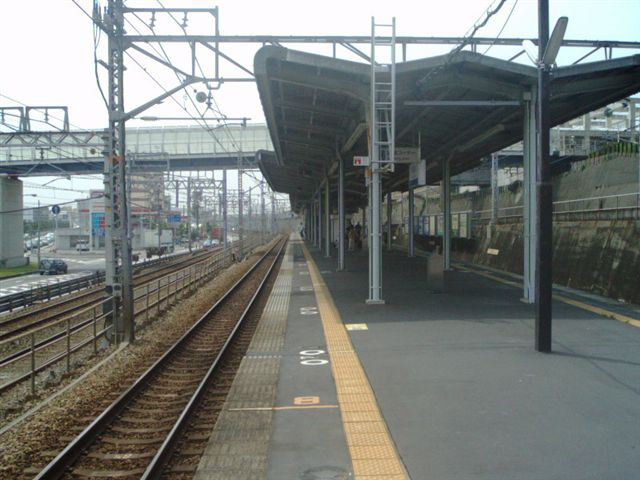
ホーム

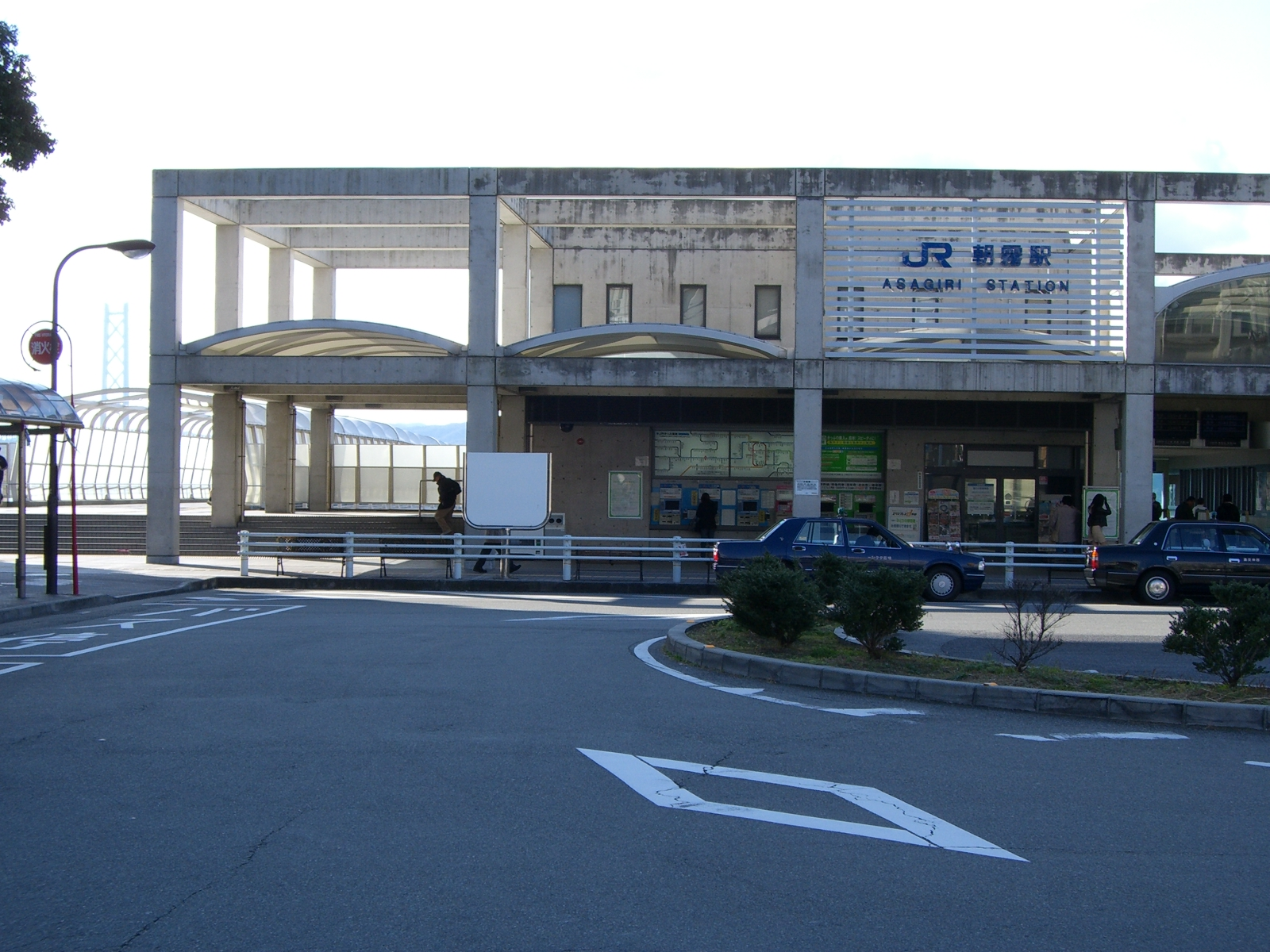
駅北側（2008年12月）

朝霧駅（あさぎりえき）は、兵庫県明石市朝霧南町一丁目にある、西日本旅客鉄道（JR西日本）山陽本線の駅である。駅番号はJR-A72。「JR神戸線」の愛称区間に含まれている。

## 概要
駅の南を山陽電鉄本線の線路が通っている。山陽電鉄とJRとは須磨駅から明石駅までほぼ並走しているが、山陽電鉄側にJRの駅に対応する連絡駅が設置されていないのは当駅のみである。当駅は普通電車のみの停車駅であるが、2000年・2001年には、臨時快速「神戸シーサイドレジャー号」の停車駅となっていた。また、ダイヤが大幅に乱れた場合は、電車線を走行する快速列車が臨時停車することがある。
駅の南側に出るには山陽電鉄の線路をまたぐ跨線橋を使うことになる。

## 歴史
1967年8月に着工し、1968年6月20日に開業した。国鉄は当初「西舞子駅」として開業する予定であったが、明石市が市内の駅名に神戸市の地名を使うことに難色を示し、「東明石駅」あるいは「朝霧駅」に変更するよう申し入れ、「朝霧駅」として開業した。

### 年表
- 1968年（昭和43年）6月20日：国鉄山陽本線の舞子駅 - 明石駅間に新設開業[1][2]。旅客扱いのみ[2]。
- 1987年（昭和62年）4月1日：国鉄分割民営化により西日本旅客鉄道（JR西日本）の駅になる[2]。
- 1988年（昭和63年）3月13日：路線愛称の制定により、「JR神戸線」の愛称を使用開始。
- 1995年（平成7年）
  - 1月17日：阪神・淡路大震災により不通、営業休止となる。
  - 1月23日：須磨駅 - 西明石駅間の復旧により、営業再開。
- 1997年（平成9年）3月8日：JR神戸線標準接近メロディ「さざなみ」導入[5]。
- 1998年（平成10年）
  - 1月10日：自動改札機を設置し、供用開始[6]。
  - 10月3日：駅舎改築[1]。エレベーター、エスカレーター設置。停車本数も8本に増発。
- 2002年（平成14年）7月29日：JR京都・神戸線運行管理システム導入[7]。
- 2003年（平成15年）11月1日：ICカード「ICOCA」の利用が可能となる。
- 2015年（平成27年）3月12日：入線警告音の見直しに伴い、接近メロディをJR神戸線標準接近メロディ「さざなみ」の音質見直し版に再び変更する[8]。
- 2018年（平成30年）3月17日：駅ナンバリングが導入され、使用を開始する[9]。
- 2022年（令和4年）
  - 9月26日：みどりの券売機プラス稼働開始[10][要出典]。
  - 9月30日：この日を以ってみどりの窓口の営業を終了[10]。

## 駅構造
電車線のみに島式ホーム1面2線を持つ地上駅になっている。分岐器や絶対信号機を持たないため、停留所に分類される。ホームから駅舎へは階段のほか、上りエスカレーターとエレベーターがある。
直営駅。ホーム南側からは明石海峡大橋や隣を走る山陽電鉄の線路も見える。

### のりば
| のりば | 路線     | 方向 | 行先                   |
| ------ | -------- | ---- | ---------------------- |
| 1      | JR神戸線 | 上り | 三ノ宮・尼崎・大阪方面 |
| 2      | JR神戸線 | 下り | 西明石・姫路方面       |

- 上表の路線名は旅客案内上の名称（愛称）で表記している。

## 利用状況
「兵庫県統計書」によると、2022年（令和4年）度の1日平均乗車人員は11,928人である。
近年の1日平均乗車人員は以下の通りである。
| 年度   | 1日平均 乗車人員 |
| ------ | ---------------- |
| 1999年 | 18,235           |
| 2000年 | 18,146           |
| 2001年 | 17,906           |
| 2002年 | 17,406           |
| 2003年 | 17,295           |
| 2004年 | 17,065           |
| 2005年 | 17,096           |
| 2006年 | 17,500           |
| 2007年 | 17,468           |
| 2008年 | 17,423           |
| 2009年 | 17,021           |
| 2010年 | 16,998           |
| 2011年 | 16,803           |
| 2012年 | 16,994           |
| 2013年 | 17,255           |
| 2014年 | 16,821           |
| 2015年 | 17,098           |
| 2016年 | 16,808           |
| 2017年 | 16,697           |
| 2018年 | 16,069           |
| 2019年 | 15,473           |
| 2020年 | 12,382           |
| 2021年 | 11,849           |
| 2022年 | 11,928           |

## 駅周辺
駅北側には明舞団地があり、朝夕は通勤・通学客の利用者が多い。駅は明石市に位置するが駅のすぐ東が神戸市との市境になるため、神戸市からの利用客も多い。バスからの利用者が多いため、バス到着時には券売機が混雑する。駅南側には大蔵海岸がありレジャー施設が多く、夏になると海水浴客も多い。
- 関西電力大蔵谷変電所
- 明舞中央病院
- 国道2号
- 国道28号

店舗
- コープ 朝霧店

## バス路線
朝霧駅前には、神戸市交通局・山陽バス・神姫バスの3社局の路線バスが乗り入れる。
1番のりば（駅前ロータリー西側）
- 神姫バス
  - 88：明石駅

2番のりば（駅前ロータリー南側）
- 神戸市交通局・山陽バス
  - 55：神陵台・伊川谷高校前
- 神戸市交通局
  - 58：伊川谷駅前

3番のりば（駅前ロータリー南側）
- 山陽バス
  - 63：松が丘1丁目方面
  - 65：明舞団地循環

4番のりば（駅前ロータリー南側）
- 神戸市交通局・山陽バス
  - 50：学園都市駅前
  - 52：舞子駅前

## 隣の駅
西日本旅客鉄道（JR西日本）
 JR神戸線（山陽本線）
■新快速・■快速
通過
■普通（JR東西線・学研都市線内で区間快速となる列車を含む）
舞子駅 (JR-A71) - 朝霧駅 (JR-A72) - 明石駅 (JR-A73)